# Guillaume Chartier (évêque)
Ne doit pas être confondu avec Guillaume Chartier (pasteur).
Pour les articles homonymes, voir Chartier et Guillaume Chartier.
Guillaume Chartier (mort en 1472), est un prélat français, évêque de Paris. Membre du jury lors du procès de réhabilitation de Sainte-Jeanne-d'Arc.

## Biographie
Originaire de Bayeux et frère d'Alain Chartier, il fut élu évêque de Paris le 4 décembre 1447 et assista douze ans plus tard au concile de Mantoue comme ambassadeur de France. Dans ce concile, où l'on ne fit guère que parler, il prononça une harangue latine qui dura plus de deux heures.
Contre le roi, il exigea le maintien des libertés ecclésiastiques, c'est-à-dire l'élection des évêques par les chapitres et, à l'époque de la Ligue du Bien public, fit partie des mécontents. Il conserva néanmoins le siège jusqu'à son décès, le 1er mai 1472, mais Louis XI fit graver sur sa tombe qu'il lui avait été hostile. Par la suite, on retira cette épitaphe pour en faire placer une autre plus honorable.

## Sources
- Clavel de St Geniez, Histoire chrétienne des diocèses de France, de Belgique, de Savoie et des bords du Rhin, 1885